# مری بت هرت
مری بت هرت (انگلیسی: Mary Beth Hurt؛ زادهٔ ۲۶ سپتامبر ۱۹۴۶) یک هنرپیشه اهل ایالات متحده آمریکا است. وی از سال ۱۹۷۴ میلادی تاکنون مشغول فعالیت بوده‌است.

## فیلم‌شناسی
- داخلی (۱۹۷۸)
- تغيير فصل (۱۹۸۰)
- جهان به گفته گارپ (۱۹۸۲)
- مواضع سازشکارانه (۱۹۸۵)
- والدین (۱۹۸۹)
- بردگان نیویورک (۱۹۸۹)
- خواب سبک (۱۹۹۲)
- عصر معصومیت (۱۹۹۳)
- بازگشت دوست‌پسرم (۱۹۹۳)
- شش درجه جدایی (۱۹۹۳)
- رنج (۱۹۹۷)
- احیای مردگان (۱۹۹۹)
- پاییز در نیویورک (۲۰۰۰)
- مرد خانواده (۲۰۰۰)
- واکر (۲۰۰۷)
- نایافتنی (۲۰۰۸)
- بزرگسالان جوان (۲۰۱۱)